# Julyja Snopowa
Julyja Oleksijiwna Snopowa (ukrainisch: Юлія Олексіївна Снопова; * 30. November 1985 in Cherson) ist eine ehemalige ukrainische Handballspielerin. Die 1,83 Meter große Rückraumspielerin lief für die ukrainische Nationalmannschaft auf.

## Karriere
Julyja Snopowa begann in ihrer Heimat beim HK Dniprjanka Cherson mit dem Handball, mit dem sie in den Spielzeiten 2002/03, 2003/04 und 2005/06 am EHF Challenge Cup teilnahm. Später spielte sie für HK Halytschanka Lwiw und HK Sparta Krywyj Rih, bevor sie 2010 nach Frankreich zum H.A.C. Handball in Le Havre wechselte. Nachdem sie anschließend jeweils eine Saison in der Türkei bei Maliye Milli Piyango SK, mit dem sie 2011/12 ins Viertelfinale des EHF-Pokals einzog, in der Slowakei bei IUVENTA Michalovce und in Rumänien beim SCM Craiova spielte, unterschrieb Snopowa im August 2014 einen Einjahresvertrag beim Thüringer HC. Mit dem THC gewann sie 2015 die Meisterschaft. Ab der Saison 2015/16 spielte sie bei Muratpaşa Belediyesi SK in der Türkei. Nachdem Snopowa im Jahr 2018 mit Muratpaşa die türkische Meisterschaft gewonnen hatte, verließ sie den Verein. Anschließend lief Snopova für Kastamonu Belediyesi GSK auf, mit dem sie 2019 ebenfalls die Meisterschaft gewann. Zuletzt lief sie in der Saison 2019/20 für den slowenischen Erstligisten Rokometni Klub Krim auf.